# 1632
1632 (MDCXXXII) fue un año bisiesto comenzado en jueves, según el calendario gregoriano.

## Acontecimientos
- Fundación de Yakutsk, en la Siberia rusa.
- 7 de febrero: Se convocan Cortes en Madrid.
- 22 de febrero: Galileo publica el Diálogo sobre los principales sistemas del mundo.
- 29 de marzo: Se firma el Tratado de Saint-Germain, devolviendo Quebec al control de Francia después de haberla ocupado Inglaterra en 1629.
- 16 de noviembre:  - Batalla de Lützen, durante la Guerra de los Treinta Años. El Rey Gustavo II Adolfo de Suecia muere en combate. Su hija Cristina será coronada días después en Estocolmo, y el canciller Axel Oxenstierna gobernará el país durante la minoría de edad de la reina.
- 8 de noviembre: Vladislao IV Vasa es elegido rey de la Unión Polaca-Lituana después de la muerte de Segismundo III Vasa.
- El emperador mogol de la India Shah Jahan inicia la construcción del Taj Mahal.
- El matemático inglés William Oughtred inventa la regla de cálculo, precursora de la Calculadora
- En el Imperio Otomano, Kösem sultan, la primera regente del Imperio, finaliza su primer reinado después de que su hijo el sultán Murad IV cumplió la mayoría de edad.

## Nacimientos
- 29 de agosto: John Locke, filósofo inglés (f. 1704)
- 20 de octubre: Christopher Wren, científico y arquitecto inglés (f. 1723)
- 24 de octubre: Anton van Leeuwenhoek, científico y comerciante neerlandés (f. 1723)
- 31 de octubre: Johannes Vermeer, pintor neerlandés (f. 1675)
- 24 de noviembre: Baruch Spinoza filósofo neerlandés (f. 1677)
- 28 de noviembre: Jean-Baptiste Lully, compositor francés de origen italiano (f. 1687)

## Fallecimientos
- 3 de septiembre: Carlo Bononi, pintor italiano (n. 1569)
- Antoine d'Aroz, Señor de Aroz, caballero de Saint-Georges, se extingue la Casa de Aroz del Condado de Borgoña, Franco Condado.